# Gare de Hassi Fedoul
La gare de Hassi Fedoul est une gare ferroviaire algérienne située sur le territoire de la commune de Hassi Fedoul, dans la wilaya de Djelfa.

## Situation ferroviaire
Établie à une altitude de 796 m, la gare est située au point kilométrique (PK) 46 de la ligne de Tissemsilt à M'Sila, où elle est précédée de la gare de Bougara et suivie de celle de Sidi Ladjel.
| \| Hassi Fedoul Birine Sidi · Ladjel Djelfa \| Localisation de la gare de Hassi Fedoul dans la wilaya de Djelfa. |
| Hassi Fedoul Birine Sidi · Ladjel Djelfa                                                                         |

## Histoire
La gare est mise en service le 26 décembre 2022 lors de l'inauguration de la ligne de Tissemsilt à M'Sila.

## Service des voyageurs

### Desserte
La gare de Hassi Fedoul est desservie par les trains régionaux de la liaison Bordj Bou Arreridj - Tissemsilt,.